# Dodenmars van Bataan

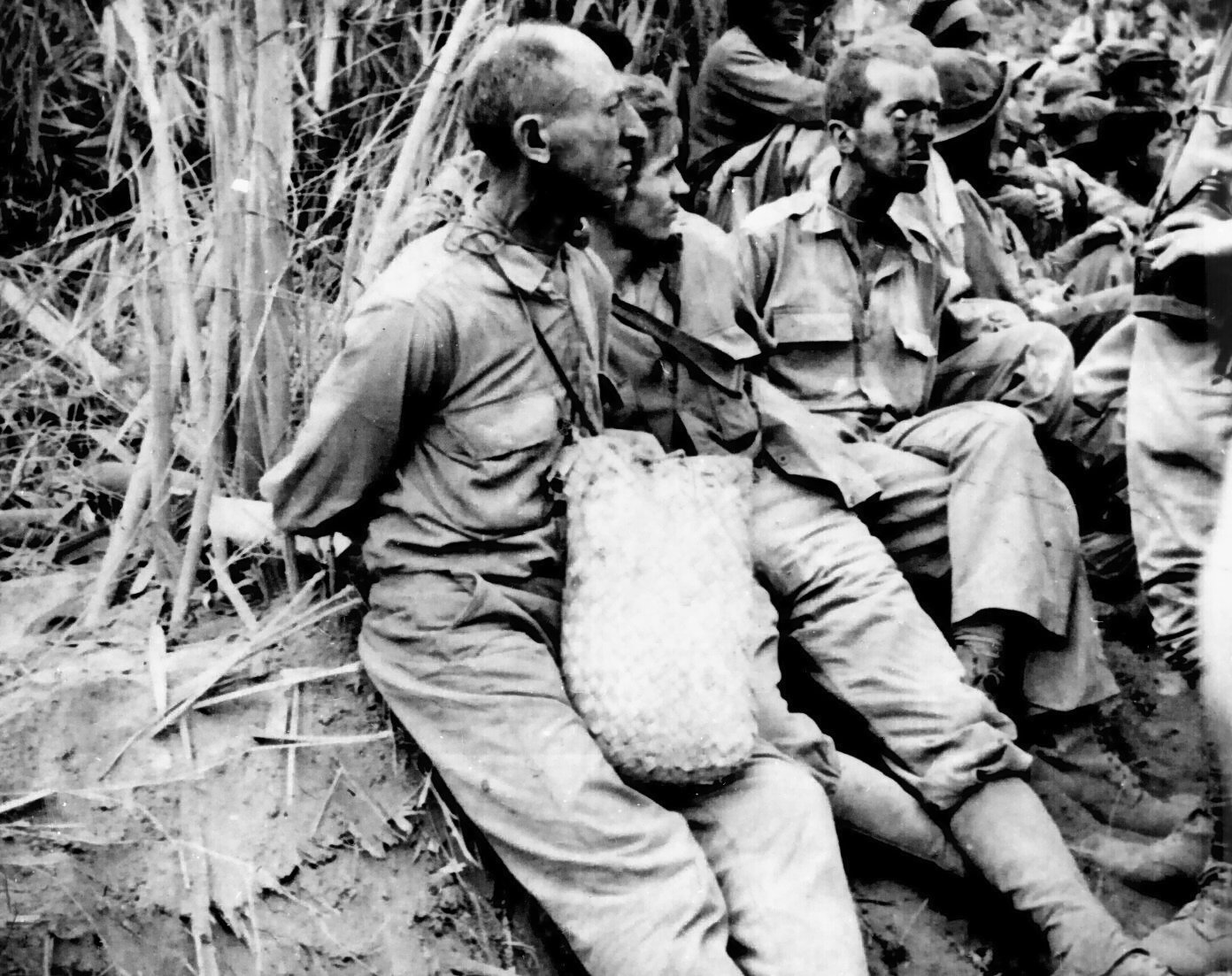
Krijgsgevangen tijdens de mars van Bataan naar het gevangenenkamp in mei 1942.

Route van de dodenmars van Bataan. Het gedeelte San Fernando-Capas werd per spoor afgelegd

De dodenmars van Bataan of Bataan-dodenmars vond plaats in de Filipijnen in 1942. De 101 kilometer lange mars tussen Mariveles en Camp O'Donnell werd later betiteld als een Japanse oorlogsmisdaad. Ze gebeurde na afloop van de drie maanden durende Slag om Bataan, een beslissend onderdeel tijdens de Slag om de Filipijnen in de Tweede Wereldoorlog. Na de overgave van de geallieerde troepenmacht bestaande uit Amerikaanse en Filipijnse strijdkrachten werden de ongeveer 72.000 tot 75.000 krijgsgevangenen gedwongen om zich lopend te verplaatsen naar de krijgsgevangenenkampen.
De tocht werd veel gevangenen fataal als gevolg van fysieke mishandelingen door de strijdkrachten van het Japanse Keizerrijk. Onthoofdingen, het doorsnijden van de keel en het bij het voorbijgaan doodschieten waren de meest voorkomende praktijken. Deze waren nog genadig vergeleken met het steken met een bajonet, verkrachting, het opensnijden van de buik, het in elkaar slaan met de achterkant van een geweer en het opzettelijk onthouden van eten en drinken tijdens de bijna continu voortdurende mars van een week door de tropische hitte. Wanneer men viel was men ten dode opgeschreven. Dat gold ook bij het uiten van protest of ongenoegen.
Het precieze dodental als gevolg tijdens de mars is niet bekend. Er zijn historici die spreken van 6.000 tot 11.000 slachtoffers. Anderen hebben berekend dat zo'n 18.000 krijgsgevangenen de kampen nooit bereikt hebben.

## De val van Bataan
Na een drie maanden durende strijd op Bataan gaven ongeveer 75.000 geallieerde manschappen onder leiding van generaal-majoor Edward P. King zich op 9 april 1942 over aan het Japanse leger van 54.000 man onder leiding van luitenant-generaal Masaharu Homma.
De logistieke planning van het vervoer van de krijgsgevangenen van Mariveles in de provincie Bataan naar het krijgsgevangenenkamp Camp O'Donnell in de provincie Tarlac werd zo'n tien dagen voor de beslissende Japanse aanval in handen gelegd van generaal-majoor Yoshitake Kawane. De Japanners wilden de gevangenen zo snel mogelijk van Bataan verwijderen om zich voor te bereiden op de beslissende aanval op Corregidor. Ze hadden echter verwacht dat de gevechten nog zouden voortduren, waren voorbereid op ongeveer 25.000 gevangenen en waren daarom niet in staat en vermoedelijk ook niet van zins om de drie keer zo grote groep op een humane manier te transporteren.

## De dodenmars
Bij dageraad op 9 april 1942 gaf generaal-majoor Edward P. King de troepenmacht van de geallieerden die onder zijn leiding stond (66.000 Filipino's, 1000 Chinese Filipino's en 11.796 Amerikanen) over aan de Japanners, tegen de orders van de generaals Douglas MacArthur en Jonathan Wainwright in. Hij vroeg aan kolonel Motoo Nakayamam of zijn hongerende en veelal zieke mannen goed behandeld zouden worden. Hierop antwoordde deze: "Wij zijn geen barbaren".
De route begon in Mariveles, aan de zuidpunt van het Bataan-schiereiland. Door de slechte sanitaire omstandigheden aldaar braken ziektes als dysenterie uit. Vanaf Bataan moest eerst 88 kilometer worden gelopen naar San Fernando in de provincie Pampanga. Vervolgens werden de gevangenen met de trein naar Capas gebracht, van waaruit het nog 13 kilometer lopen was tot de eindbestemming: Camp O'Donnell, een concentratiekamp voor Amerikaanse en Filipijnse krijgsgevangenen.
Een groot deel van de krijgsgevangenen werd voor het begin van de voettocht naar hun krijgsgevangenenkamp eerst beroofd van de meeste elementaire benodigdheden en eigendommen. Daarna begon de ruim 100 kilometer lange voettocht over slechte wegen. Duizenden mannen stierven onderweg aan de gevolgen van ziekten, uithongering, uitdroging, zonnesteek, onbehandelde wonden en executies. De gevangenen kregen nauwelijks te eten of te drinken. Wie water of voedsel vond of kreeg van de bevolking, en dit in bijzijn van de bewakers nuttigde, werd mishandeld of gedood. Lokale bewoners die gevangenen hielpen konden op een soortgelijke behandeling rekenen. De slechte sanitaire omstandigheden waren in veel gevallen de doodsoorzaak, waardoor een ziekte als dysenterie zich kon verspreiden. In de tijdelijke kampen bivakkeerden de gevangenen tussen de lijken van de gestorvenen. De tocht werd op de voet gevolgd door Japanse doodseskaders die de gevangenen die waren gevallen en achterblijvers doodschoten.

Het nieuws van de misstanden tijdens de mars wekte woede op in de VS, zoals deze propagandaposter laat zien

Enkele krijgsgevangenen waren zo gelukkig dat ze per truck naar San Fernando reisden. Ook deze mannen moesten echter nog een lang stuk lopen. De gevangenen werden veelvuldig geslagen en de meeste gevangenen die vielen, werden geëxecuteerd of achtergelaten om dood te gaan. 
Ongeveer 54.000 van de 72.000 gevangenen bereikten de bestemming. Omdat vele duizenden mannen erin slaagden om aan hun bewakers te ontsnappen is het moeilijk om een exact dodental te bepalen. Naar schatting kwamen tijdens de dodenmars van Bataan 5.000 - 10.000 Filipino's en 600 - 650 Amerikanen om het leven voordat ze Camp O'Donnell bereikten.

## De krijgsgevangenenkampen
Op 6 juni 1942 werd de Filipijnse soldaten amnestie verleend door de Japanners en vrijgelaten. De Amerikaanse gevangenen bleven echter vastzitten. Na verloop van tijd werden ze overgeplaatst naar kampen buiten de Filipijnen. Dit proces begon met de verplaatsing van Amerikaanse gevangenen van Camp O'Donnell naar Cabanatuan. Hiervandaan werden ze onder slechte omstandigheden met schepen vervoerd naar kampen in Japan, Korea en Mantsjoerije. In januari 1945 werden de laatste 511 krijgsgevangen die nog vastzaten in Cabanatuan door een speciale actie van de Amerikanen bevrijd. Deze aanval kwam bekend te staan als The Great Raid.

## Oorlogstribunaal
Na de overgave van Japan in 1945 veroordeelde een commissie van de geallieerden generaal Homma voor oorlogsmisdaden, waaronder de dodenmars van Bataan en de daarop volgende misstanden in Camp O'Donnell en Cabanatuan. De generaal, die op het moment van de dodenmars volledig in beslag genomen werd door de verovering van het laatste geallieerde bolwerk in de Filipijnen (Corregidor), bracht als verdediging naar voren dat hij niet bekend was het met feit dat het dodental zo hoog was, tot twee maanden na de gebeurtenissen. Desondanks werd Homma veroordeeld en op 3 april 1946 geëxecuteerd.

## Herdenkingen

### Filipijnen
Elk jaar worden op 9 april de gevangengenomen soldaten geëerd op Araw ng Kagitingan ("Dag van de moed"), ook wel bekend als "Bataan Day". Deze dag is een nationale feestdag in de Filipijnen.

### Verenigde Staten
De dodenmars van Bataan wordt jaarlijks herdacht door een mars op White Sands Missile Range, net buiten de plaats Las Cruces in New Mexico. Aan de mars over 26,2 mijl doen tot 4000 deelnemers van militaire eenheden uit de VS en andere landen mee. Enkele overlevenden van de dodenmars wachten de deelnemers aan het eind op.
Ook in Minnesota worden jaarlijks marsen gehouden ter nagedachtenis aan de deelnemers van de dodenmars van Bataan. De marsen over 10 en 20 mijl worden georganiseerd door de 194e compagnie van de Minnesota Army National Guard (dat in het najaar van 1941 in de Filipijnen gelegerd was) en staan open voor iedereen die eraan mee wil doen. De slachtoffers worden herdacht tijdens een sluitingsceremonie.
In Maywood (Illinois) wordt al sinds 1942 op de tweede zondag in september een herdenking gehouden voor de gevangengenomen soldaten uit Maywood en omgeving die meeliepen in de dodenmars.

## Herdenkingsplaatsen
- In Capas is een herdenkingsmonument gebouwd naast Camp O'Donnell.
- Ook in Bataan is een herdenkingsmonument genaamd Dambana ng Kagitingan ("Shrine of Valor"), als herinnering aan deze gebeurtenis. Bij dit complex behoort ook een herdenkingskruis van 92 meter hoogte.
- De Bataan Bridge in Carlsbad (New Mexico) herdenkt de slachtoffers van de dodenmars.
- De Bataan-Corregidor Memorial Bridge in Chicago (Illinois) herdenkt zowel de verdedigers van Bataan en Corregidor als de slachtoffers van de mars.
- De Bataan Memorial Highway in Indiana, SR 38 van Richmond naar Lafayette.
- Highway-70, door zuidelijk New Mexico is hernoemd in Bataan Memorial Highway.
- Een standbeeld voor Amerikaanse en Filipijnse overlevenden is te vinden in Veterans Memorial Park in Las Cruces (New Mexico).
- Het standbeeld "A Tribute To Courage" in Kissimmee (Florida) op de hoek van Lakeshore Boulevard en Monument Avenue. Er wordt een scène uit de dodenmars afgebeeld. Een Amerikaanse en een Filipijnse soldaat ondersteunen elkaar, terwijl ze water aangeboden krijgen van een Filipijnse vrouw.[6]
- Bataan Elementary School in Port Clinton, Ohio herdenkt de 32 mannen uit de omgeving van Port Clinton die slachtoffer waren van de mars.[7]